# روبرت دبليو. غريني
روبرت دبليو. غريني (بالإنجليزية: Robert W. Greene)‏ هو صحفي أمريكي، ولد في 12 يوليو 1929 في جامايكا ‏ في الولايات المتحدة، وتوفي في 10 أبريل 2008.